# Dye My Hair
Dye My Hair è un singolo della cantante finlandese Alma, pubblicato il 4 novembre 2016 come secondo estratto dal primo EP omonimo.

## Tracce
Testi e musiche di Alma-Sofia Miettinen, Johannes Walter-Müller e Pascal Reinhardt.
Download digitale – Lenno Remix
1. Dye My Hair (Lenno Remix) – 3:46

Download digitale – Branchez Remix
1. Dye My Hair (Branchez Remix) – 3:10

Download digitale – Felon Remix
1. Dye My Hair (Felon Remix) – 4:26

Download digitale – Endor Remix
1. Dye My Hair (Endor Remix) – 3:38

## Formazione
Musicisti
- Alma – voce
- Pascal Reinhardt – basso
- Jonas Monar – pianoforte

Produzione
- Pascal Reinhardt – produzione, missaggio
- Lex Barkey – mastering

## Classifiche
| Classifica (2016-17) | Posizione massima |
| -------------------- | ----------------- |
| Austria              | 26                |
| Danimarca            | 38                |
| Finlandia            | 8                 |
| Germania             | 25                |